# Gare de Fleurus
La gare de Fleurus est une gare ferroviaire belge située sur la ligne 140 d'Ottignies à Marcinelle, dans la ville de Fleurus en province de Hainaut.
C'est une halte voyageurs de la Société nationale des chemins de fer belges (SNCB) desservie par des trains du réseau suburbain de Charleroi (ligne S61).

## Situation ferroviaire
Établie à 153 mètres d'altitude, la gare de Fleurus est située au point kilométrique (PK) 24,00 de la ligne 140 d'Ottignies à Marcinelle, entre les gares ouvertes de Ligny et de Lodelinsart. En direction de Lodelinsart s'intercalait autrefois le point d'arrêt de Wangenies.
La gare de Fleurus constitue également le PK 8,8 de la ligne 147 de Tamines à Landen (seule la section Tamines-Fleurus est en service) et le PK 6,6 de la ligne 131 de Y Noir-Dieu à Y Bois-de-Nivelles (intégralement fermée).

## Histoire
La gare de Fleurus est mise en service le 14 août 1855, lors de l'ouverture de la ligne d'Ottignies à Charleroi-Ouest de la compagnie du Chemin de fer de Charleroi à Louvain.
Cette compagnie, devint la société du Chemin de fer de l'Est-Belge en 1859, devint par fusion la compagnie du Grand Central belge entre 1864 et 1871.
Entretemps, la Compagnie du Chemin de Fer de Tamines à Landen inaugure le 15 octobre 1865 une ligne entre Landen et Fleurus qui sera prolongée entre Fleurus et Tamines en 1868 (devenant l'actuelle ligne 147). Fleurus devint donc une gare de jonction. La Compagnie de Tamines à Landen sera assez rapidement nationalisée.
En 1873, une nouvelle ligne, construite par des acteurs privés pour les Chemins de fer de l'État belge, est inaugurée entre une jonction près de Gilly et Fleurus. Trois ans plus tard, une autre ligne est construite entre Fleurus et Bois de Nivelles sur la ligne Charleroi - Bruxelles. Ces deux lignes seront plus tard renommées ligne 131 par la SNCB.
L'administration des chemins de fer de l’État belge reprit le contrôle du Grand Central belge entre 1897 et 1898 et son réseau fut alors nationalisé. La ligne de Charleroi à Ottignies sera numérotée ligne 140.
Le trafic des voyageurs cessa entre 1945 et 1953 sur la ligne 131, dont les portions autour de Fleurus fermèrent en 1959 d'un côté et en 1983 de l'autre. Sur la Ligne 147, le service des voyageurs prit fin au début des années 1960 et la ligne ferma par sections : en 1973 de Fleurus à Lambusart et en 1992 de Fleurus à Sombreffe. Elle fut cependant rouverte pour le trafic des marchandises entre Fleurus et Tamines en 2001.
La ligne 140 fut ramenée à simple voie mais seulement pour quelques années car, lors de l'électrification de la ligne en 1986, elle retrouva deux voies et devint un maillon important du trafic des marchandises.

### Le bâtiment de la gare

#### La première gare

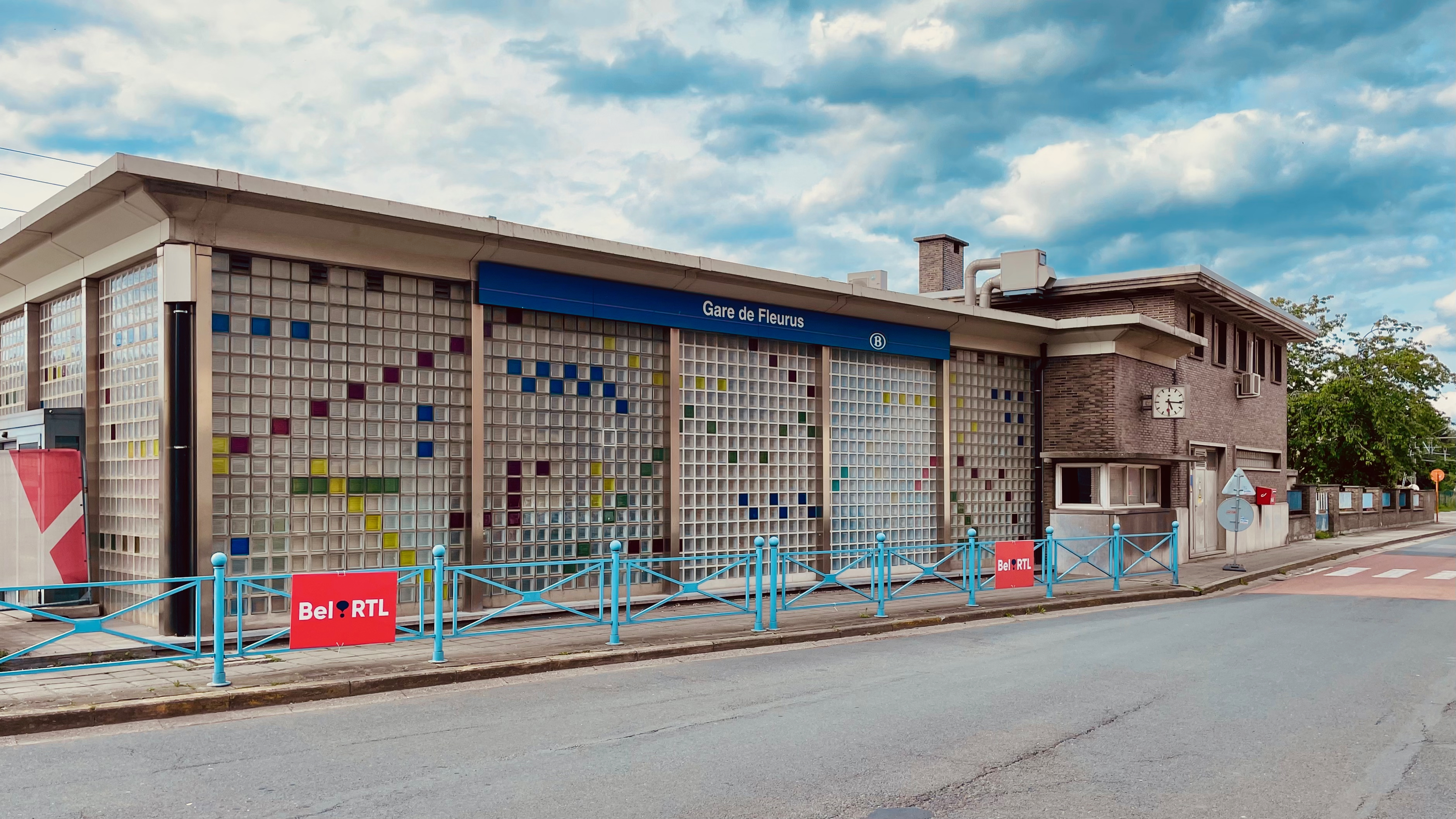
Deuxième bâtiment de la gare.

La compagnie Charleroi-Louvain construit des bâtiments identiques à Ligny, Lodelinsart ainsi qu'une gare plus grande du même style à Fleurus.

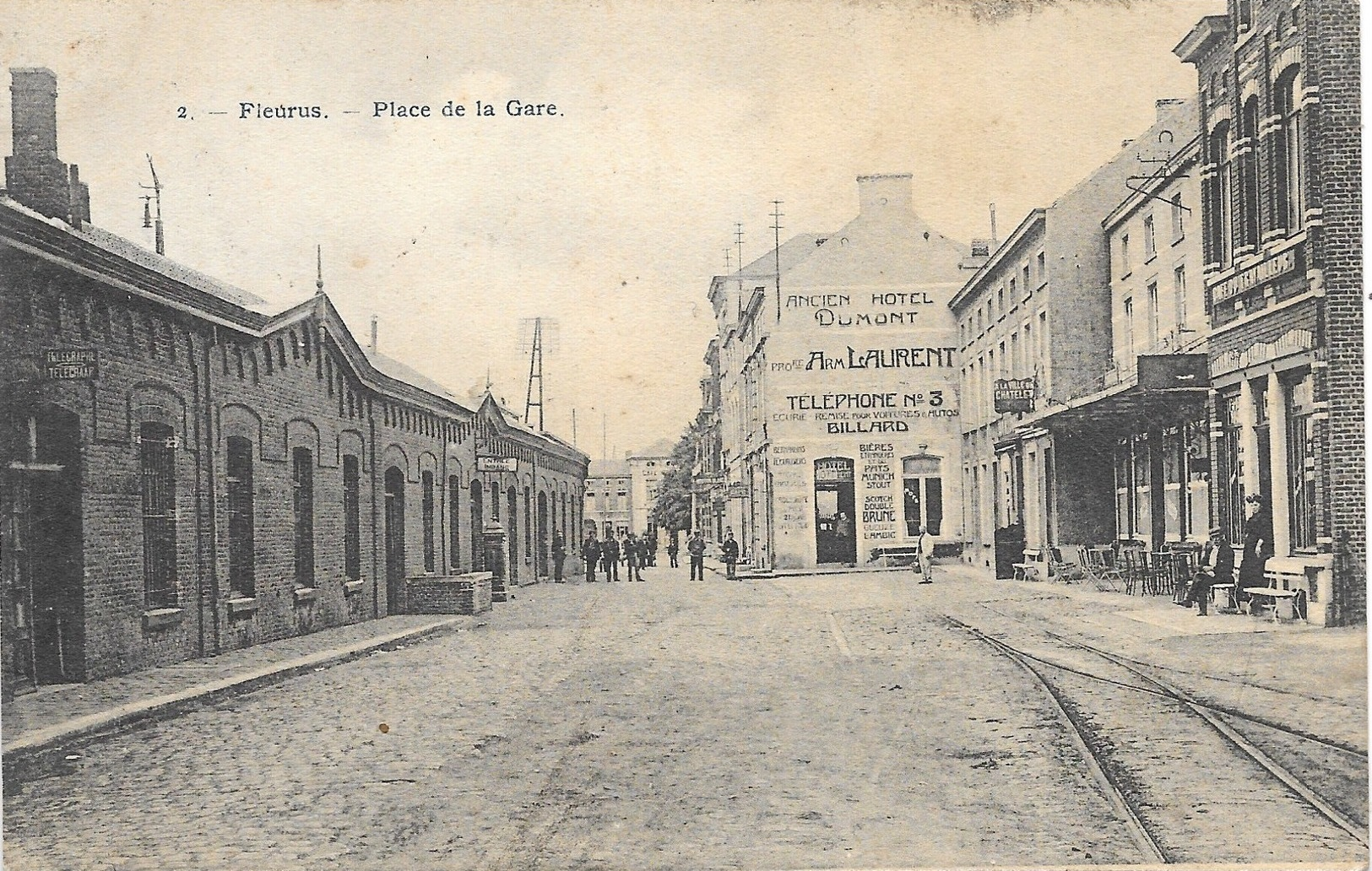
Le premier bâtiment de la gare et le terminus de la ligne de tramway 539/2.

Ces bâtiments symétriques étaient constitués d'une seule partie sous bâtière à faible pente comptant sept travées pour les plus petites avec une corniche en mitre au dessus de la travée centrale. Construites en briques, elles avaient une frise décorée de bandes lombardes ainsi que des larmiers au dessus des arcs bombés des percements, prolongés par un bandeau étroit sur toute la façade. Les pignons percés d'un oculus étaient munis d'un rampant en pierre interrompu au centre par un redent décoratif.
La gare de Fleurus était bien plus vaste et a pu être agrandie au fur et à mesure de la prise d'importance du trafic. Elle possédait 19 travées dont un grand nombre de portes côté quai et il y avait deux corniches en mitre de part et d'autre de la travée centrale.

#### Le second bâtiment
Ce vaste bâtiment tout en longueur a été démoli entre les années 1960 et 1970, remplacé par un petit bâtiment à toit plat dont la partie technique est revêtue de briques grises et dont les murs de la partie destinée à l'accueil des voyageurs sont presque intégralement constitués de pavés de verre.

#### Le troisième bâtiment
Le 17 octobre 2017, le ministre fédéral de la Mobilité François Bellot a annoncé la rénovation de la gare et le réaménagement des quais et abords de la gare, afin de desservir l'aéroport de Charleroi-Bruxelles-Sud au moyen de bus TEC. Ce réaménagement, marqué par la création d'une passerelle pourvue d'ascenseurs, devrait s'accompagner par le doublement du nombre de trains desservant Fleurus. Un nouveau bâtiment d'accueil est réalisé au pied de la passerelle sur le côté opposé où est également aménagé un nouveau parking.
Le plan de transport 2020-2023 annonce la revalorisation des lignes 139 et 140,.
Le nouvel horaire introduit le 10 décembre 2023 comporte une forte augmentation de la desserte ferroviaire de Fleurus avec :
- en semaine comme les week-ends, de nouveaux trains IC de Louvain à Charleroi raccourcissant les temps de parcours entre Fleurus, Ottignies et Charleroi, en s'arrêtant uniquement à Wavre, Ottignies, Court-Saint-Étienne, Fleurus et Charleroi-Central ;
- le passage à un train S61 toutes les heures le week-end ; tous les S61 ayant au préalable été prolongés vers Wavre avec arrêts à Limal et Bierges-Walibi ;
- en période touristique, les nouveaux trains IC desservent Bierges-Walibi.

## Service des voyageurs

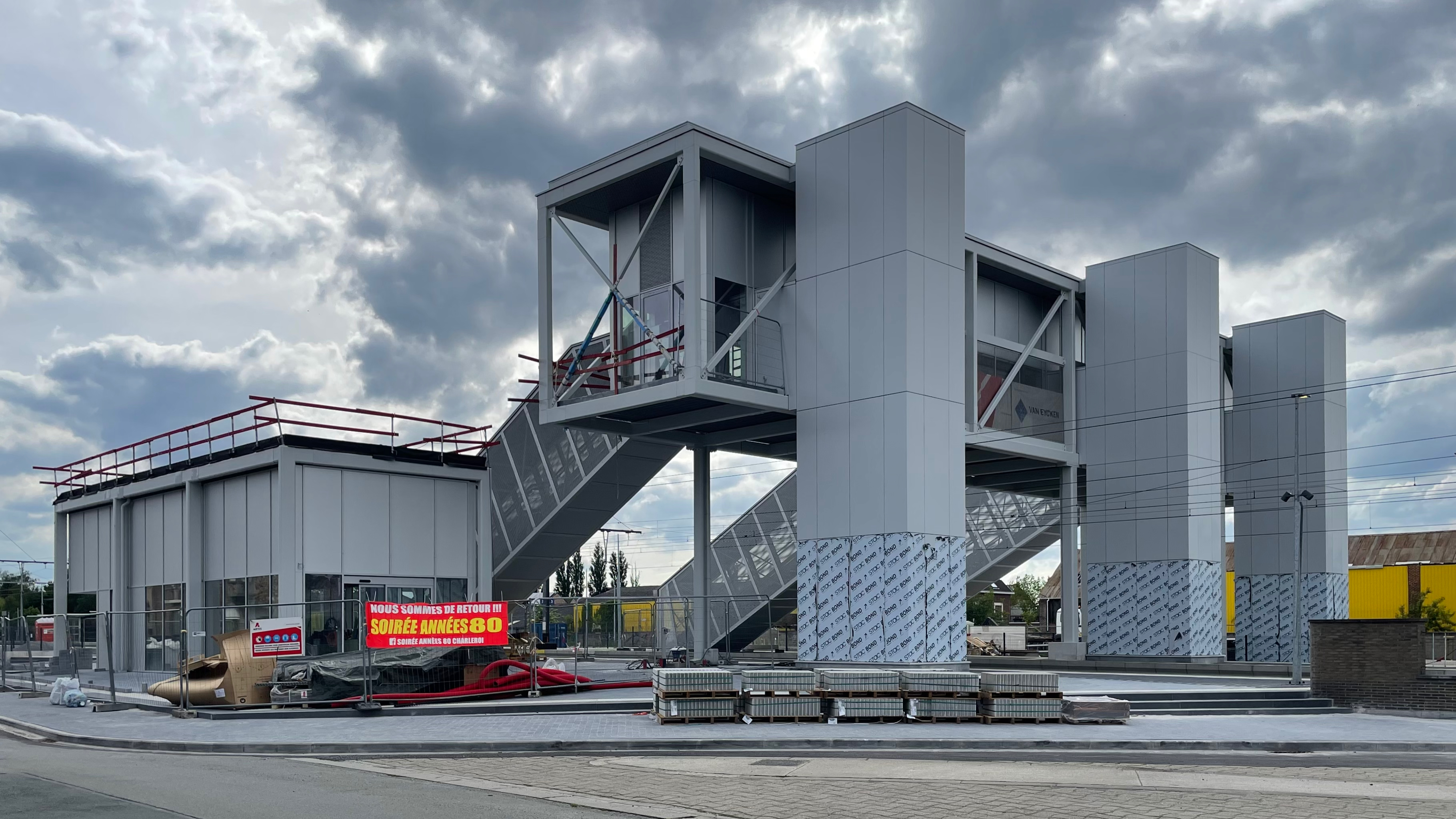
Construction de la passerelle d'accès et du nouveau bâtiment.

### Desserte
Fleurus est desservie par des trains InterCity (IC) et Suburbains (S61) de la SNCB qui effectuent des missions sur la ligne commerciale 140 (Charleroi-Central - Ottignies).
La desserte est constituée de trains IC-24 reliant Charleroi-Central à Louvain et de trains S61 entre Jambes et Wavre via Namur, Charleroi et Ottignies, circulant chacun toutes les heures. En semaine, ils sont complétés aux heures de pointe par trois trains S61 supplémentaires entre Charleroi et Ottignies, le matin, et trois entre Ottignies et Charleroi en fin d’après-midi.

## Comptage voyageurs
Ce graphique et tableau montre le nombre de voyageurs embarquant en moyenne durant la semaine, le samedi et le dimanche.
| Nombre de passagers qui embarquent à la gare de Fleurus | Nombre de passagers qui embarquent à la gare de Fleurus | Nombre de passagers qui embarquent à la gare de Fleurus | Nombre de passagers qui embarquent à la gare de Fleurus |
|                                                         | Semaine                                                 | Samedi                                                  | Dimanche                                                |
| ------------------------------------------------------- | ------------------------------------------------------- | ------------------------------------------------------- | ------------------------------------------------------- |
| 1977                                                    | 507                                                     | 144                                                     | 61                                                      |
| 1978                                                    | 525                                                     | 130                                                     | 120                                                     |
| 1979                                                    | 439                                                     | 120                                                     | 77                                                      |
| 1980                                                    | 425                                                     | 73                                                      | 54                                                      |
| 1981                                                    | 361                                                     | 82                                                      | 63                                                      |
| 1982                                                    | 357                                                     | 51                                                      | 50                                                      |
| 1983                                                    | 279                                                     | 45                                                      | 40                                                      |
| 1984                                                    | 335                                                     | 63                                                      | 47                                                      |
| 1985                                                    | 246                                                     | 57                                                      | 79                                                      |
| 1986                                                    | 280                                                     | 57                                                      | 55                                                      |
| 1987                                                    | 313                                                     | 68                                                      | 49                                                      |
| 1988                                                    | 354                                                     | 62                                                      | 81                                                      |
| 1989                                                    | 393                                                     | 56                                                      | 63                                                      |
| 1990                                                    | 289                                                     | 19                                                      | 25                                                      |
| 1991                                                    | 355                                                     | 87                                                      | 77                                                      |
| 1992                                                    | 367                                                     | 82                                                      | 86                                                      |
| 1993                                                    | 494                                                     | 99                                                      | 62                                                      |
| 1994                                                    | 516                                                     | 96                                                      | 83                                                      |
| 1995                                                    | 411                                                     | 108                                                     | 81                                                      |
| 1996                                                    | 366                                                     | 125                                                     | 75                                                      |
| 1997                                                    | 356                                                     | 102                                                     | 75                                                      |
| 1998                                                    | 359                                                     | 83                                                      | 80                                                      |
| 1999                                                    | 386                                                     | 88                                                      | 60                                                      |
| 2000                                                    | 449                                                     | 123                                                     | 71                                                      |
| 2001                                                    | 456                                                     | 92                                                      | 58                                                      |
| 2002                                                    | 538                                                     | 124                                                     | 80                                                      |
| 2003                                                    | 391                                                     | 76                                                      | 70                                                      |
| 2004                                                    | 544                                                     | 127                                                     | 63                                                      |
| 2005                                                    | 390                                                     | 66                                                      | 69                                                      |
| 2006                                                    | 403                                                     | 80                                                      | 70                                                      |
| 2007                                                    | 701                                                     | 109                                                     | 83                                                      |
| 2008                                                    | -                                                       | -                                                       | -                                                       |
| 2009                                                    | 511                                                     | 73                                                      | 81                                                      |
| 2010                                                    | -                                                       | -                                                       | -                                                       |
| 2011                                                    | -                                                       | -                                                       | -                                                       |
| 2012                                                    | 622                                                     | 101                                                     | 121                                                     |
| 2013                                                    | 564                                                     | 169                                                     | 138                                                     |
| 2014                                                    | 574                                                     | 135                                                     | 113                                                     |
| 2015                                                    | 639                                                     | 120                                                     | 143                                                     |
| 2016                                                    | 470                                                     | 89                                                      | 115                                                     |
| 2017                                                    | 462                                                     | 119                                                     | 93                                                      |
| 2018                                                    | 442                                                     | 101                                                     | 113                                                     |
| 2019                                                    | 420                                                     | 168                                                     | 139                                                     |
| 2020                                                    | 297                                                     | 114                                                     | 95                                                      |
| 2021                                                    | -                                                       | -                                                       | -                                                       |
| 2022                                                    | 394                                                     | 131                                                     | 193                                                     |
| 2023                                                    | 466                                                     | 212                                                     | 204                                                     |
| 2024                                                    | 725                                                     | 567                                                     | 500                                                     |